# Holland Car
Holland Car PLC — основанная в 2005 году эфиопская машиностроительная компания, занимавшаяся сборкой легковых автомобилей.. В 2014 году была инициирована процедура банкротства компании.

## История
Компания Holland Car была основана в 2005 году как совместное предприятие голландской «Trento Engineering BV» и эфиопской «Ethio-Holland PLC», занимавшейся импортом подержанных автомобилей Lada из Нидерландов. Первой продукцией стал Holland DOCC (Dutch Overseas Car Company) представлявший собой сменивший марку Tofaş Şahin (Fiat 131).
Основной завод компании находился в Моджо, второй, открывшийся в конце 2008 года, в Татеке.
Начиная с 2007 года, компания собирала китайский Lifan 520 (Holland Abay), но сотрудничество с Lifan прекратилось в 2009 году. Представители Holland Car заявляли, что китайская сторона пыталась захватить контроль над компанией, а Lifan утверждала, что причиной разрыва стал низкий уровень продаж. В 2009 году было организовано новое СП, на сей раз с JAC Motors и начат выпуск моделей  Tekeze, Abay Executive, Awash Executive., а позже, в 2010-м — Shebelle.
В том же 2009-м году компания получила награду за инновации среди средних и малых предприятий.
В апреле 2013 года внезапно выяснилось, что глава компании Тадессе Тессема покинул страну, оставив более 100 покупателей без заказанных автомобилей.
17 апреля 2013 года начался суд, потребовавший экстрадиции виновного. Также было подано соответствующее заявление в Интерпол.

## Выпускаемые модели
- Holland ABAY (2007—2010)
- Holland ABAY Executive (2009—2013)
- Holland Ahadu (2011—2013)
- Holland Awash Executive (2009—2013)
- Holland DOCC (2005—2010)
- Holland Emay (2011—2013)
- Holland Naomi (2011—2013)
- Holland Shebelle (2010—2013)
- Holland Tekeze (2009—2013)